# Dražov

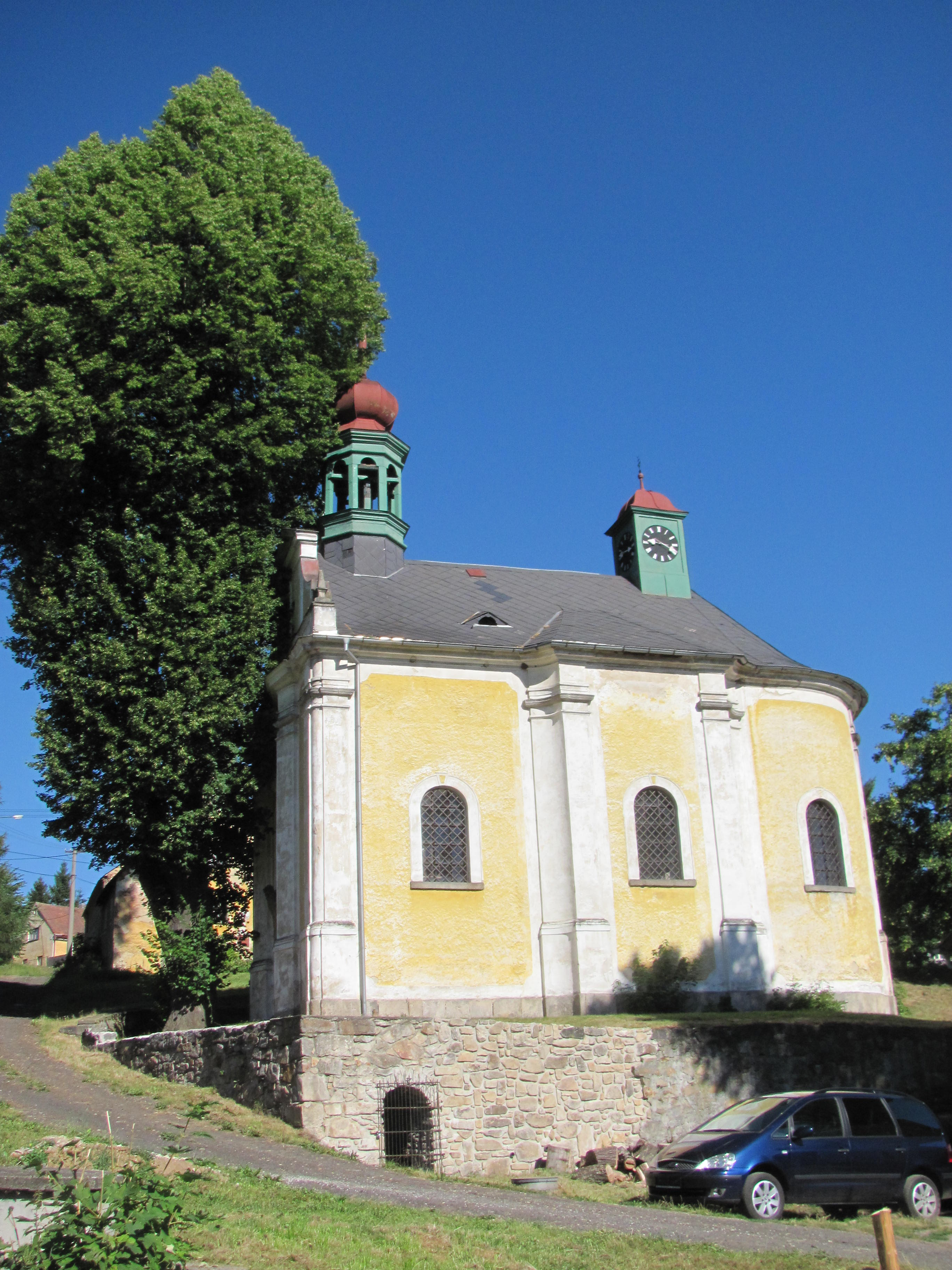
Denkmalgeschützte St.-Vitus-Kapelle in Dražov, Stanovice

Dražov (deutsch Trossau) ist eine Ortschaft der Gemeinde Stanovice. Sie liegt acht Kilometer nordöstlich von Bečov nad Teplou und gehört zum Okres Karlovy Vary in Tschechien.

## Geographie
Dražov befindet sich in einem Ausläufer des Tepler Hochlandes.
Im Norden des Ortes liegen der Dražovský vrch (Trossauberg, 689 m) und der Hutbühl. Im Osten liegt der Rußberg, der Bodererberg und der Uhelný vrch (Trom, 772 m). Im Süden liegt der Kamenik (Haich, 724 m) und der Strunznberg.
Dolní Dražov liegt in der Talsenke des (Trossauer Bache) und dem gegenüberliegenden Berghang im Osten. Durch Dolní Dražov fließt der Dražovský potok, der auf der Gemarkung von Nové Kounice entspringt und bei Stanovice in den aufgestauten Lamitzbach fließt.
Nachbarorte sind Stanovice und Nové Stanovice im Norden, Podlesí und Dlouhá Lomnice im Nordosten, Dolní Dražov und Rybničná im Osten, Nové Kounice im Südosten, Hlinky im Süden, Krásný Jez im Südwesten, Ležnice, Kounice und Teplička im Westen sowie Cihelny im Nordwesten.

## Geschichte
Erstmals urkundlich erwähnt wurde das Dorf im Jahre 1475. Nach einer Chronik von Hermann Jakob aus dem Jahre 1992 soll sich der Ortsname, von einer keltischen Namensgebung Droissaw ableiten und 1387 durch eine Beleihungsurkunde des Königs Wenzel IV. von Böhmen erstmals erwähnt worden sein. Eine Übernahme des Namens durch das böhmische Adelsgeschlecht Drasowský aus dem Jahr 1475 durch die deutschen Siedler wird angenommen.
Auf Grund der baulichen Struktur des Ortes und ethnologischen Merkmalen wurde der Ort vermutlich von Thüringern am Ende des 12. Jahrhunderts besiedelt. Im Gegensatz zu den bayerischen Runddörfern im Süden des Egerlandes ist Dražov ein Straßendorf, das auf eine erste deutsche Einwanderung im 12. Jahrhundert aus Thüringen schließen lässt.
Die Einwohner lebten von der Landwirtschaft, dem Handel, vom Handwerk und vom Bergbau. Die katholische Pfarrkirche in Dražov ist das Wahrzeichen des Ortes.
Nach der Aufhebung der Patrimonialherrschaften entstand 1850 die politische Gemeinde Trossau/Trosova im Bezirk Karlsbad. 1896 wurde die Gemeinde dem Bezirk Tepl zugeordnet. Im Jahre 1930 hatte Trossau 803 Einwohner. Infolge des Münchner Abkommens wurde die Gemeinde 1938 dem Deutschen Reich zugeschlagen. Trossau gehörte bis 1945 zum Landkreis Tepl und hatte 1939 nach der Zwangsaussiedlung der Tschechen nur noch 641 Einwohner. Nach dem Zweiten Weltkrieg wurden die deutschen Einwohner vertrieben und ihre Häuser von tschechischen und slowakischen Umsiedlern übernommen. Ein kleiner Teil der deutschen Bevölkerung konnte in Dražov verbleiben. Viele der verlassenen Häuser verfielen und wurden abgerissen. 1991 hatte der Ort 77 Einwohner. Im Jahre 2001 bestand das Dorf aus 30 Häusern, in denen 94 Menschen lebten.

## Ortsgliederung
Das Dorf selbst besteht aus den Ortsteilen Horní Dražov (Obertrossau) und Dolní Dražov (Untertrossau) und den Gehöften Lohwasserhof, Steinmetzhof, Strunznberg, Schneidawenzlhof, Modatischler und der Fabrik an der Schafbrücke bei Nový Kounice.